# Scotopteryx plumbaria
Scotopteryx plumbaria là một loài bướm đêm trong họ Geometridae.